# شهرام کرمی
شهرام کرمی  نویسنده، کارگردان، منتقد، مدرس دانشگاه ، مدیر هنری در سال ۱۳۵۱ در شهر کرمانشاه به دنیا آمده‌است.

## سرگذشت
شهرام کرمی در اول فروردین سال ۱۳۵۱ در کرمانشاه به دنیا آمده‌است. پس از مرگ پدر که کارمند کارخانه قند بیستون بود و در چهارسالگی او اتفاق افتاد به همراه خانواده در شهر اجدادی خود اسلام‌آباد غرب ساکن شد و تا سال ۱۳۷۱ در این شهر بود. او فعالیت هنری خود را در زمینه ادبیات و هنر و به‌خصوص تئاتر از سال ۱۳۶۷ و در دوران دانش‌آموزی آغاز نمود. در آغاز کار خود را با داستان‌نویسی شروع کرد و در چند مسابقه ادبی برگزیده شد. داستان «حماسه خونین» او در مسابقه دانش‌آموزی سراسر کشور برگزیده شد و به اردوی دانش‌آموزی رامسر دعوت شد. علاقه او به هنر باعث شد وارد گروه‌های هنری تئاتر بشود و با استادان هنر تئاتر «محمدرضا زندی» و «نصرت‌اله سپهر» آشنا شد. اولین تجربه‌های خود را در زمینه تئاتر زیر نظر این استادان آغاز کرد. چند سال به عنوان بازیگر در نمایش‌های مختلف حضور داشت. سال ۱۳۷۱ برای فعالیت هنری و ادامه تحصیل به شهر تهران نقل مکان کرد. در همان سال وارد دانشکده هنر و معماری شد و به تحصیل رشته تئاتر پرداخت. پس از چند سال تجربه فعالیت هنری شهرام کرمی به شکل حرفه‌ای از سال ۱۳۷۲ با بازی در نمایش «خروسک پریشان» به کارگردانی داوود کیانیان در شهر تهران آغاز شد. در طول سال‌ها فعالیت هنری شهرام کرمی شاگرد و هنرجوی تعداد زیادی از استادان بزرگ و شناخته شده هنر ایران بود. خود او نقش استادانی چون محمود استاد محمد و اکبر رادی و حمید سمندریان و  داوود کیانیان و امیر دژاکام و فرهاد ناظرزاده کرمانی و  نصرالله قادری را در کار هنری خود بسیار مهم می‌داند. او عضو اصلی «گروه تئاتر شایا» بوده و تاکنون آثار مختلفی را نوشته و در مقام کارگردان در سالن‌های مختلف اجرا کرده‌است. همکاری مستمر او در گروه تئاتر شایا با هنرمندان زیادی همراه بوده‌است. بیشترین همکاری او در نمایش‌هایی که اجرا کرده‌است با هنرمندانی چون رؤیا افشار و حمیدرضا نعیمی و سیروس همتی و پرستو گلستانی و آرش نوذری و شبنم مقدمی و بهناز نازی و منوچهر شجاع و خسرو شهراز بوده که در نمایش‌های اجرا شده او به عنوان بازیگر یا عوامل هنری حضور داشته‌اند.

## کارنامهٔ هنری
شهرام کرمی دارای مدرک کارشناسی نمایش با گرایش ادبیات نمایشی و کارشناسی ارشد کارگردانی از دانشکده هنر و معماری است. همچنین وی در سال ۱۳۹۴ موفق به دریافت نشان درجه یک هنری (معادل دکتری) شد. از مهم‌ترین آثار اجرا شده شهرام کرمی در مقام کارگردان می‌توان به نمایش‌های «شهرآدم شهر حیوان» و «بلوط‌های تلخ» و «پوتین‌های عموبابا» و «خورشید کجاست؟» و «چه کسی سهراب را کشت؟» و «خروس می‌خواند» و نمایش [[شکار بزرگ شنبه]] و «مدریک» اشاره کرد که در مقام نویسنده و کارگردان اجرا کرده‌است. همچنین تعداد زیادی از آثار او توسط انتشارات مختلف منتشر شده‌است. بیشترین آثار چاپ شده او نمایشنامه است و در مواردی با نقد و یاداشت برای مجلات و سایت‌های خبری فعالیت دارد. او علاوه بر نویسندگی و کارگردانی سال‌های زیادی به عنوان مدیر هنری فعالیت داشته‌است. دبیری شش دوره «جشنواره تئاتر شهر»  دبیری پنج دوره «جشنواره بین‌المللی تئاتر کودک و نوجوان» و مدیریت تالار هنر و «مدیر هنرهای نمایشی شهرداری تهران» و «مدیر مرکز هنرهای نمایشی»از مسئولیت‌های این هنرمند است. همچنین او در چندین جشنواره داخلی و بین‌المللی برای نویسندگی و کارگردانی جوایزی را کسب کرده‌است. جایزه اول برای فیلمنامه‌نویسی «آسیه» در یازدهمین جشنواره روستا در سال ۱۳۷۵ و جایزه اول نمایشنامه‌نویسی ادبیات نمایشی مقاومت برای نمایشنامه «پوکه‌های برنجی» در سال ۱۳۸۱ و جایزه اول کارگردانی در شانزدهمین جشنواره بین‌المللی تئاتر کودک و نوجوان برای نمایش «شکار بزرگ شنبه» در سال ۱۳۸۷ جایزه ویژه کارگردانی در سی و دومین جشنواره بین‌المللی تئاتر فجر برای نمایش «مدریک» در سال ۱۳۹۲ و جایزه اول بخش هنر هجدهمین جشنواره کتاب رشد برای نمایشنامه شکار بزرگ شنبه در سال ۱۳۹۹ و دریافت دو بار مدالیون خانه تئاتر در سال ۱۳۸۸ از طرف انجمن نمایشگران تئاتر خیابانی و در سال ۱۳۹۶ از طرف انجمن تئاتر کودک و نوجوان از مهم‌ترین جوایز هنری این هنرمند است. شهرام کرمی علاوه بر حوزه تئاتر در زمینه داستان‌نویسی و رمان‌نویسی هم فعالیت داشته و یک مجموعه داستان و رمان از این نویسنده یعنی مجموعه داستان «صبح به خیر آقاجان» و رمان «تخت و مورچه» از این نویسنده چاپ شده‌است. 
شهرام کرمی در حال حاضر عضو پیوسته « انجمن صنفی نمایشنامه نویسان خانه تئاتر» و « انجمن صنفی کارگردانان خانه تئاتر» و «انجمن نویسندگان کودک و نوجوان» است. همچنین شهرام کرمی به عنوان مدرس در دانشگاه‌های مختلف هنری و آموزشگاه و سمینار و جشنواره‌های متعدد فعالیت دارد.

## نوع و ویژگی آثار
مضمون بیشتر آثار شهرام کرمی موضوعات اجتماعی بوده و تنوع آثار او زیاد بوده و ژانرهای مختلفی را تجربه کرده‌است. در آثار او رگه‌های فضای غیرواقعی و سورئال و شاعرانه نمودار است. . در بین آثار او نمایشنامه «مدریک» و «لطفاً با مرگ من موافقت کنید!» و همچنین «مردی برای همیشه» از آثار خاص و ویژه این نویسنده است که به زبان معاصر و به تحلیل زندگی اجتماعی شخصیت‌های آشنا می‌پردازد. موضوع جنگ و خانواده و باور و اعتقاد درونمایه عمده آثار این نویسنده بوده که به زبانی ساده در آثارش پرداخت می‌شود. همچنین این نویسنده در زمینه تئاتر کودک و نوجوان فعال بوده و علاوه بر چاپ نمایشنامه در مقام کارگردان تعدادی از این آثار را اجرا کرده‌است. نمایشنامه «شهر آدم شهر حیوان» و «خانه خورشید» و شکار بزرگ شنبه و «قصه خوب خدا» از مطرح‌ترین آثار کودک و نوجوان این نویسنده است.  در زمینه داستان و رمان کتاب «تخت و مورچه» که توسط انتشارات سروش منتشر شده و کاندید دریافت جایزه کتاب سال ۱۳۹۴ بوده‌است یکی از آثار پر اسقبال شهرام کرمی است.

## آثار هنری

#### - نمایشنامه‌های چاپ شده
| سال  | نام اثر                                | ناشر                                        | توضیحات                                                |
| ---- | -------------------------------------- | ------------------------------------------- | ------------------------------------------------------ |
| ۱۳۸۰ | شب تار کاهگل نشینان                    | انتشارات نیستان                             | همراه نمایشنامه روزگار طولانی تنهایی                   |
| ۱۳۸۴ | دیوار                                  | انتشارات افکار                              | [ ۲۰ ]                                                 |
| ۱۳۸۵ | در بیداری                              | انتشارات خورشید آفرین                       | [ ۲۱ ]                                                 |
| ۱۳۸۶ | لطفاً با مرگ من موافقت کنید             | انتشارات خورشید آفرین                       | همراه نمایشنامه وقتی عروسک‌ها کوک نمیشن!                |
| ۱۳۸۷ | خانه خورشید                            | انتشارات خورشید آفرین                       | همراه نمایشنامه سفر به شهر لک لک‌ها                     |
| ۱۳۸۸ | شمردن ستاره‌های شب                      | انتشارات نمایش                              | [ ۲۳ ]                                                 |
| ۱۳۸۸ | بلوط‌های تلخ                            | انتشارات نیمه روشن                          | [ ۲۴ ] [ ۲۵ ]                                          |
| ۱۳۸۸ | اتوبان سکوت                            | انتشارات نمایش                              | مجموعه نمایشنامه‌های منتخب مقاومت                       |
| ۱۳۸۹ | غریبه‌های همیشگی                        | انتشارات نیستان                             | همراه نمایشنامه یونس پیامبر و تلخ نامه شهادت ماهی سرخ… |
| ۱۳۸۹ | کفتران کوچه کاج                        | انتشارات نمایش                              | مجموعه نمایشنامه منتخب رضوی                            |
| ۱۳۹۰ | یاداشت‌های روزانه                       | فصل‌نامه کانون نمایشنامه‌نویسان               | [ ۲۹ ]                                                 |
| ۱۳۹۴ | شوراب و هشو                            | انتشارات سوره مهر                           | [ ۳۰ ]                                                 |
| ۱۳۹۴ | پوتین‌های عموبابا                       | انتشارات افراز                              | برگزیده کتاب فصل                                       |
| ۱۳۹۵ | گل‌های پرچمی                            | انتشارات سفیر اردهال                        | [ ۳۳ ]                                                 |
| ۱۳۹۵ | مدریک                                  | انتشارات آواژ                               | [ ۳۴ ]                                                 |
| ۱۳۹۶ | لطفاً با مرگ من موافقت کنید             | انتشارات افراز                              | چاپ دوم همراه نمایشنامه پوکه‌های برنجی                  |
| ۱۳۹۶ | چه کسی سهراب را کشت؟                   | انتشارات آواژ                               | [ ۳۵ ]                                                 |
| ۱۳۹۶ | خورشید کجاست؟                          | انتشارات نمایش                              | [ ۳۶ ]                                                 |
| ۱۳۹۶ | نامه‌های شرجی                           | انتشارات هنر دفاع                           | [ ۳۷ ]                                                 |
| ۱۳۹۷ | مردی برای همیشه                        | انتشارات سوره مهر                           | [ ۳۸ ]                                                 |
| ۱۳۹۷ | خروس می‌خواند                           | انتشارات نودا                               | [ ۳۹ ]                                                 |
| ۱۳۹۸ | شکار بزرگ شنبه                         | انتشارات سروش                               | برگزیده جشنواره کتاب رشد                               |
| ۱۳۹۹ | کاش جای این همه استخوان لب‌هایت برمی‌گشت | انتشارات عنوان                              | [ ۴۱ ]                                                 |
| ۱۴۰۱ | روزهای ماهی                            | انتشارات هنر دفاع                           | [ ۴۲ ]                                                 |
| ۱۴۰۱ | بی بی و دشت ارغوانی                    | انتشارات بنیاد امام رضا                     | [ ۴۳ ]                                                 |
| ۱۴۰۲ | گرگ میاد می‌بردت!                       | انتشارات کانون پرورش فکری کودکان و نوجوانان | [ ۴۴ ]                                                 |
| ۱۴۰۲ | پیرزنی که بزش را گم کرده بود           | انتشارات سوره مهر                           | [ ۴۵ ]                                                 |

#### - داستان و رمان چاپ شده
| سال  | نام اثر           | ناشر                  | توضیحات                              |
| ---- | ----------------- | --------------------- | ------------------------------------ |
| ۱۳۸۸ | صبح به خیر آقاجان | انتشارات خورشید آفرین | مجموعه ده داستان کوتاه               |
| ۱۳۹۴ | تخت و مورچه       | انتشارات سروش         | کاندید کتاب سال در بخش کودک و نوجوان |

#### - سایر آثار و نوشته‌ها
| سال  | نام اثر                  | نوع یا ناشر  | توضیحات                                                |
| ---- | ------------------------ | ------------ | ------------------------------------------------------ |
| ۱۳۷۶ | نی ناله                  | فیلمنامه     | فیلمنامه برگزیده سیزدهمین جشنواره روستا ۱۳۷۶           |
| ۱۳۷۶ | فرجام یک شاه‌بازی عاشقانه | نمایشنامه    |                                                        |
| ۱۳۸۰ | نی لبک و سید ایاز        | فیلمنامه     | فیلمنامه برگزیده دومین جشنواره ایران سبز ۱۳۸۵          |
| ۱۳۸۴ | هر روز مثل همیشه         | نمایشنامه    |                                                        |
| ۱۳۸۸ | راز دین رمز نمایش        | انتشارات حوا | مجموعه مقالات به کوشش منوچهر اکبرلو - مقاله هویت تئاتر |
| ۱۳۹۴ | آسیه                     | فیلمنامه     | به کارگردانی آرش سجادی حسینی                           |

#### - تئاتر و اجراها
| سال  | نام اثر              | عنوان                     | نویسنده       | کارگردان      | مکان اجرا                  | توضیحات                                        |
| ---- | -------------------- | ------------------------- | ------------- | ------------- | -------------------------- | ---------------------------------------------- |
| ۱۳۶۸ | راز درخت مقدس        | بازیگر                    | داوود کیانیان | نصرت اله سپهر | تالار هلال احمر            | اسلام‌آباد غرب                                  |
| ۱۳۶۸ | یزگرد سوم            | بازیگر                    | رحیم موسوی    | نصرت اله سپهر | تالار هلال احمر            | اسلام‌آباد غرب                                  |
| ۱۳۶۹ | منتیل پا             | بازیگر                    | مهرداد شکوهی  | نصرت اله سپهر | تالار هلال احمر            | منتخب جشنواره استانی - برنده جایزه اول بازیگری |
| ۱۳۷۰ | گنج                  | بازیگر، نویسنده، کارگردان | شهرام کرمی    | شهرام کرمی    | تالار امام خمینی کرمانشاه  | شرکت کننده در جشنواره تئاتر استانی             |
| ۱۳۷۲ | خروسک پریشان         | بازیگر                    | داوود کیانیان | داوود کیانیان | مرکز تولید تئاتر پارک لاله | یکی از پرمخاطب‌ترین نمایش‌های کودک و نوجوان      |
| ۱۳۷۴ | گمه‌سار               | کارگردان                  | حمیدرضا نعیمی | شهرام کرمی    | فرهنگ سرای نیاوران         |                                                |
| ۱۳۷۵ | روزگار طولانی تنهایی | نویسنده و کارگردان        | شهرام کرمی    | شهرام کرمی    | تماشاخانه سنگلج            |                                                |
| ۱۳۷۷ | خانه کاغذی           | کارگردان                  | حمیدرضا نعیمی | شهرام کرمی    | فرهنگ سرای این سینا        |                                                |
| ۱۳۷۸ | شهر آدم، شهر حیوان   | نویسنده و کارگردان        | شهرام کرمی    | شهرام کرمی    | مجموعه تئاتر شهر           | [ ۵۰ ]                                         |
| ۱۳۸۴ | خاکستری(در بیداری)   | نویسنده و کارگردان        | شهرام کرمی    | شهرام کرمی    | مجموعه تئاتر شهر           | [ ۵۱ ]                                         |
| ۱۳۸۵ | قصه خوب خدا          | کارگردان                  | حمیدرضا نعیمی | شهرام کرمی    | تالار هنر                  | [ ۵۲ ]                                         |
| ۱۳۸۵ | غریبه‌های همیشگی      | نویسنده و کارگردان        | شهرام کرمی    | شهرام کرمی    | مجموعه تئاتر شهر           | [ ۵۳ ]                                         |
| ۱۳۸۸ | شکار بزرگ شنبه       | نویسنده و کارگردان        | شهرام کرمی    | شهرام کرمی    | تالار هنر                  | [ ۵۴ ]                                         |
| ۱۳۸۹ | شمردن ستاره‌های شب    | نویسنده و کارگردان        | شهرام کرمی    | شهرام کرمی    | تالار مولوی                | [ ۵۵ ]                                         |
| ۱۳۹۰ | بلوط‌های تلخ          | نویسنده و کارگردان        | شهرام کرمی    | شهرام کرمی    | مجموعه تئاتر شهر           | [ ۵۶ ]                                         |
| ۱۳۹۲ | پوتین‌های عموبابا     | نویسنده و کارگردان        | شهرام کرمی    | شهرام کرمی    | مجموعه تئاتر شهر           | [ ۵۷ ]                                         |
| ۱۳۹۳ | خانه خورشید          | نویسنده و کارگردان        | شهرام کرمی    | شهرام کرمی    | مرکز تولید تئاتر پارک لاله | [ ۵۸ ]                                         |
| ۱۳۹۵ | خروس می‌خواند         | نویسنده و کارگردان        | شهرام کرمی    | شهرام کرمی    | تماشاخانه ایرانشهر         | [ ۵۹ ]                                         |
| ۱۳۹۶ | چه کسی سهراب را کشت؟ | نویسنده و کارگردان        | شهرام کرمی    | شهرام کرمی    | مجموعه تئاتر شهر           | [ ۶۰ ]                                         |
| ۱۴۰۳ | گنجشک مفرغی          | نویسنده و کارگردان        | شهرام کرمی    | شهرام کرمی    | تماشاخانه ایرانشهر         | [ ۶۱ ]                                         |

## جوایز هنری
| سال  | عنوان جایزه                | موضوع                                                                       | توضیحات             |
| ---- | -------------------------- | --------------------------------------------------------------------------- | ------------------- |
| ۱۳۷۰ | بازیگری اول                | جشنواره تئاتر استانی کرمانشاه برای نمایش منتیل‌پا                            | نمایش منتخب جشنواره |
| ۱۳۷۳ | تقدیر ویژه نمایشنامه نویسی | اولین جشنواره تئاتر دفاع مقدس برای نمایشنامه دارچنار                        |                     |
| ۱۳۷۵ | جایزه اول فیلمنامه‌نویسی    | یازدهمین جشنواره روستا برای فیلمنامه «آسیه»                                 |                     |
| ۱۳۷۶ | جایزه دوم فیلمنامه‌نویسی    | دوازدهمین جشنواره روستا برای فیلمنامه «نی‌ناله»                              |                     |
| ۱۳۷۶ | جایزه ویژه ادبیات داستانی  | دومین مسابقه داستان‌نویسی ایثار برای داستان «و تا صبح»                       |                     |
| ۱۳۷۹ | جایزه دوم فیلمنامه‌نویسی    | اولین جشنواره ایران سبز برای فیلمنامه «نی‌لبک و سیدایاز»                     |                     |
| ۱۳۸۰ | جایزه اول فیلمنامه‌نویسی    | اولین جشنواره زن و روستا برای فیلمنامه «آسیه»                               | [ ۶۲ ]              |
| ۱۳۸۵ | جایزه اول نمایشنامه‌نویسی   | مسابقه نمایشنامه‌نویسی مقاومت برای نمایشنامه «پوکه‌های برنجی»                 |                     |
| ۱۳۸۵ | جایزه ویژه طراحی صحنه      | جشنواره عدالت و امید برای نمایش «شمردن ستاره‌های شب»                         | [ ۶۳ ]              |
| ۱۳۸۷ | جایزه اول کارگردانی        | شانزدهمین جشنواره بین‌المللی تئاتر کودک و نوجوان برای نمایش «شکار بزرگ شنبه» | [ ۶۴ ]              |
| ۱۳۸۸ | مدالیون خانه تئاتر         | از انجمن نمایشگران تئاتر خیابانی خانه تئاتر                                 |                     |
| ۱۳۹۰ | جایزه اول نمایشنامه‌نویسی   | مسابقه نمایشنامه نویسی ایثار برای نمایشنامه «پوکه‌های برنجی»                 |                     |
| ۱۳۹۲ | جایزه کتاب فصل             | برای نمایشنامه «پوتین‌های عموبابا» از انتشارات افراز                         | [ ۶۵ ]              |
| ۱۳۹۳ | جایزه دوم کارگردان         | جشن انجمن تئاتر کودک و نوجوان خانه تئاتر برای نمایش «خانه خورشید»           |                     |
| ۱۳۹۳ | جایزه ویژه تقدیر کارگردانی | سی و دومین جشنواره بین‌المللی تئاتر فجر برای نمایش «مدریک»                   | [ ۶۶ ]              |
| ۱۳۹۵ | جایزه اول نمایشنامه نویسی  | نوزدهمین جشنواره تئاتر مقاومت خرمشهر برای نمایشنامه «نامه‌های شرجی»          |                     |
| ۱۳۹۶ | جایزه دوم نمایشنامه‌نویسی   | مسابقه نمایشنامه نویسی ایثار برای نمایشنامه «نامه‌های شرجی»                  |                     |
| ۱۳۹۶ | تقدیر ویژه                 | جشنواره بین‌المللی تئاتر خیابانی مریوان                                      | [ ۶۷ ]              |
| ۱۳۹۶ | مدالیون خانه تئاتر         | از انجمن تئاتر کودک و نوجوان خانه تئاتر                                     |                     |
| ۱۳۹۹ | برگزیده بخش هنر            | هجدهمین جشنواره کتاب رشد برای نمایشنامه «شکار بزرگ شنبه»                    | [ ۶۸ ]              |